# Desmanthus pubescens
Desmanthus pubescens är en ärtväxtart som beskrevs av Billie Lee Turner. Desmanthus pubescens ingår i släktet Desmanthus och familjen ärtväxter. Inga underarter finns listade i Catalogue of Life.